# Opnokrilci
Opnokrilci (lat. Hymenoptera) su veliki insekatski red sa preko 150.000 opisanih vrsta. pored preko 2.000 izumrlih. Ekološki i etološki obuhvataju veoma raznovrsne insekte koji pokazuju neke primitivne osobine (veliki broj malpigijevih sudova, pigostili, haploidnost mužjaka, partenogenetsko razmnožavanje), ali su dostigle najviši stepen u ponašanju među insektima - organizovanje socijalnih društava. Najstariji nađeni fosili Hymenoptera potiču iz perioda Jure i pripadaju podredu Symphyta.
Dva podreda opnokrilaca se međusobno razlikuju u nizu karaktera: Symphyta imaju „sjedeći trbuh” (široku vezu između toraksa i abdomena), a Apocrita imaju „viseći trbuh” (između prvog i drugog abdominalnog segmenta se javlja suženje koje daje pokretljivost ostalom dijelu abdomena), larve Symphyta su uglavnom fitofagne, a kod Apocrita su većinom zoofagne ili parazitske. Što se tiče porijekla opnokrilaca i filogenetskih odnosa u okviru reda, postoje velika neslaganja između različitih autora. Po pitanju pretka Hymenoptera postoji više hipoteza, a i međusobni odnosi grupa Aculeata i Parasitica u okviru podreda Apocrita su različito tumačeni.

## Morfologija opnokrilaca

### Glava
Glava (caput) može biti ortognatna, kada su usni organi postavljeni u nizu odozgo na dolje, i prognatna kada su usni organi postavljeni u nizu prema napred. Između ova dva strukturna položaja usnih organa postoji i međustruktura kada su usni organi postavljeni ukoso na dolje ili ukoso prema naprijed. Topografski, površina glave se dijeli na tjeme (vertex), čelo (frons), potiljak (occiput) i obraze (gena).
Na bokovima glave smještena su dva obično dobro razvijena složena oka ovalnog ili ređe potkovičastog oblika. Dorzalno na glavi se nalaze tri ocele postavljene u vidu trougla. Između složenih očiju nalaze se antenalna udubljenja u koja se učvršćuju antene. Antene su, po obliku i po broju članaka, veoma raznovrsne. Po obliku mogu biti končaste, testeraste, peraste, a broj članaka može biti od 4 do 70. Pripadnici podreda Symphyta obično imaju antene od 9 članaka, mužjaci Sphecoidea, Apoidea, Vespoidea i Scolioidea imaju 13, a ženke 12 članaka. Na antenama se nalaze različiti čulni organi.
Neposredno ispod antenalnih udubljenja ili nešto niže nalazi se specifična površina - klipeus (lat. clipeus) koja je epistomalnim šavom odvojena od lica. Ako je ovaj šav redukovan, onda je gornja ivica klipeusa ograničena dvjema tentorijalnim jamama. Na zadnjem dijelu glave nalazi se foramen – otvor za prolazak unutrašnjih organa do toraksa. Ispod foramena je glavena kapsula široko otvorena obrazujući labio-maksilarni otvor, odnosno otvor za rilicu. Tu je smješten labiomaksilarni kompleks koji zajedno sa mandibulama obrazuje usni aparat.
Labio-maksilarni kompleks je složena struktura koja se nerjetko nastavlja u rilicu. Ovaj kompleks se sastoji od labijuma i para maksila. Svaka maksila se sastoji od sledećih segmenata: u osnovi je cardo, na njega se nastavlja stipes. Na vrhu leže dva režnjevita dijela – lacinia i galea (lobus internus i lobus externus) i člankoviti palpus (palpus maxillaris). Drugi par maksila je spojen uzdužno i formira labium – donju usnu. Labijum je poprečnim suturama podeljen na bazalni dio – postmentum i distalni – praementum. Postmentum se dalje dijeli na bazalni dio - submentum i distalni – mentum. Na prementumu se nalazi par labijalnih palpusa. Ovi palpusi su prikačeni na posebnom ispupčenju prementuma - palpiferu. Proksimalno prementum nosi par unutrašnjih malih režnjeva glose (glossa) i par spoljašnjih režnjeva paraglose (paraglossa). Kod pčela glosa se završava malom pločom - flabellumom, a zadnji dio glose kod drugih grupa zadobija sekundarnu skleritizaciju koja se naziva zadnja lingvalna pločica.

### Toraks
Na osnovu građe toraksa opnokrilci se dijele u dve grupe: Symphyta kod kojih se toraks sastoji iz tri dijela pro-, meso- i metatorax, i Apocrita kod kojih u sastav toraksa ulazi i prvi abdominalni segment koji se naziva propodeum. Sternit protoraksa (prothorax) je obično potpuno redukovan, tako da je protoraks građen samo od propleure. Kod pčela i sfekoidnih osa zadnji uglovi protoraksa obrazuju izrasline koje pokrivaju otvore trahejnog sistema.
Mezotoraks (mesothorax) je najbolje razvijen dio toraksa kod opnokrilaca. Ispod kutikule mezotoraksa smješteni su moćni mišići pokretači prednjih krila. Kod beskrilnih formi ovaj dio toraksa je prilično redukovan. Na dobro razvijenom mezotoraksu uočavaju se scutum i scutellum. Bočno od skuteluma nalaze se dvije trouglaste površine - aksile koje morfološki pripadaju skutumu, a od skuteluma odvojene su skutekularnim šavom. Sa prednje strane su aksile odvojene od ostalog dijela mezonotuma skutelarnim šavom. Ova dva šava se ispred skuteluma međusobno približavaju i obrazuju brazdu između skutuma i skuteluma - skutoskutekularni šav. Uzdužno na mezonotumu kod nekih se javlja srednja skutelarna brazda. Od prednje ivice mezonotuma unazad se pružaju dvije parapsidalne brazde. U mnogim slučajevima ove brazde su ispupčene. Kada njihov oblik nije jasno definisan koristi se neutralni termin - notauli. Dijelovi bočno od notaula nose naziv scapula. Sternit mezonotuma je redukovan i u najboljem slučaju predstavljen je uzdužnom sternalnom brazdom po sredini ventralne strane mezonotuma. Ove brazde oivičuju mezopleure koje se prostiru od sastava sa srednjim koksama do krilnih izraslina. Šavom je mezopleura podjeljena na epimerum i episternum. Dorzalno na zadnjem dijelu mezopleure razvijaju se epimeralni izraštaji koji pokrivaju mezotorakalne otvore trahejnog sistema. Kod mnogih Apocrita pri osnovi krila nalazi se podkrilno uzvišenje, a ispod njega podkrilna jamica. Ispod ove jamice je episternalna jama. Od ove jame unazad se koso pruža šav koji se kod pčela i sfekoidnih osa naziva prednji, a kod pompilida zadnji.
Kod Symphyta (osim pripadnika familije Cephidae) na metatoraksu se uočavaju dva okrugla ispupčenja - spirakulumi. Bočno je metatoraks podijeljen na metaepimeru i na metaepisternum. Obično je metaepisternum veoma redukovan. Na zadnjem kraju metanotuma ventralno se spajaju treći par koksi, a dorzalno drugi par krila.

### Krila
Opnokrilci imaju dva para opnastih krila koja su pri letenju spojena jednim redom kukica. Zadnji par krila je, uglavnom, malo manji od prednjih. Postoje velike razlike u pogledu oblika krila i stepena njihove razvijenosti, kao i razlike u nervaturi. Uzdužni i poprečni nervi obrazuju oko 20 ćelija. Na prednjem rubu prednjih krila, otprilike u sredini nalazi se jako hitinizirano polje koje se naziva „krilno oko”. Homologizacija krilnih nerava sa istima kod drugih insekata je teška jer su nervi veoma promjenjeni u odnosu na osnovni tip zbog razvića brojnih poprečnih nerava. Među opnokrilcima se javljaju i beskrilne forme. Kod vrsta kod kojih je došlo do redukcije zadnjeg par krila i metatoraks je redukovan.

### Noge
Noge opnokrilaca sastoje se iz kokse (coxa), trohantera (trochanter), femura (femur), tibije (tibia) i tarzusa (tarsus). Kod Symphyta, Ichneumonoidea i mnogih Apocrita trohanter je dvočlankovit tj. kao drugi članak se javlja trochantelos. Tarzus se sastoji iz 5 kratkih članaka, osim kod halcida gdje ih može bit 3–4. Tarzusi su često snabdeveni kukicama i zubcima. Ove strukture se javljaju i na femuru, a na vrhu tibije se nalazi više ili manje razvijen eperon-ostruga.
Noge su prilagođene različitim funkcijama: za hodanje, kopanje, pridržavanje žrtve (kod parazitskih osa), za skupljanje i prenošenje nektara kod pčela, kod mužjaka za pridržavanje ženki. Prvi par nogu se nalazi blizu glave i mehanički je spojen sa njom, tako da ima koordinirani rad sa gornjom vilicom. Ovo je od velikog značaja pri pravljenju gnijezda. Takođe, prednje noge na prvom članku stopala imaju urez ograđen velikim trnom (mamuza, calcar). Ovo je mehanizam koji služi za čišćenje pipaka, tako što se antena provlači kroz urez. Zadnje noge kod pčela služe za sakupljanje polena, tako što su zadnje tibije proširene i snabdevene četkicom, dugim dlakama ili korpicom za sakupljanje polena.

### Abdomen
Abdomen se sastoji od 10 segmenata. Prvi (propodeum) ulazi u sastav toraksa kod Symphyta, tako da je prvi vidljivi abdominalni segment u stvari morfološki drugi. Segmenti se sastoje od tergita i sternita odvojenih međusobno membranama. Tergit propodeuma je oblikom izmjenjen, a sternit je u manjoj ili većoj mjeri redukovan. Kod familije Cephidae postoji suženje između prvog i drugog abdominalnog suženja.
Na bočnim stranama tergita otvara se trahejni sistem. Obično ima 8 pari stigmi. Vršni abdominalni segmenti, od 8. kod ženki i od 9. kod mužjaka, su silno modifikovani i ulaze u sastav genitalnog aparata. Sedmi sternit kod ženke je, takođe jako izmjenjen. Veoma je razvijen, savijen unazad i služi za držanje žaoke. Naziva se gipopigijum. Prvi segment abdomena, morfološki drugi, je kod Apocrita takođe modifikovan. On obrazuje dršku - petiolus, koji omogućuje pokretljivost abdomena. U sastav petiolusa ulazi samo tergit, a kod roda Ammophila sternit. Kod nekih halcida petiolus je jako redukovan, tako da je abdomen gotovo sjedeći. Petiolus može nositi izraštaje u vidu zubaca, bodlji ili dlaka.
Kod predstavnika familije Braconidae prva tri segmenta abdomena su međusobno spojena, tako da se i brazda izmađu 2. i 3. segmenta ne primjećuje. Kod nekih mužjaka je 6. tergit oivičen površinom - pigidijalnim poljem, koji služi za izbacivanje zemlje pri građenju gnijezda.

## Evolucija i filogenija
Opnokrilci predstavljaju jedan od najkrupnijih redova insekata. Međutim o evoluciji i porijeklu ove grupe ima dosta nejasnoga. Postoji više teorija o porijeklu Hymenoptera.
Prema Rasnjicinu (1980) među nižim Hymenopterama grupa Xyelomorpha su najprimitivnije i ishodne su za ostale Hymenoptera. Od Xyelomorpha razvile su se dvije evolucione grane: Tenthredinomorpha koje su dalje evoluiraju u pravcu prilagođavanja na otvoreno stanište i fitofagnu ishranu larvi i druga grana Siricomorpha koja se ranije odvojila, a uključuje Pamphilioidea, Siricoidea i Cephoidea. Podredovi Xyelomorpha, Tenthredinomorpha i Siricomorpha čine grupu Symphyta, uglavnom fitofagne insekte. Druga grupa - Apocrita, koja objedinjuje ostale podredove, uglavnom zoofagne, odvojila se od Symphyta, a pretke recentnih Apocrita autor izvodi od mezozojske familije Ephiallitidae.
Prema hipotezi Gandlirš-Telenga-Rasnjicin (Tobias 1973) izdvajanje Apocrita išlo je tako što su fitofagne ličinke Symphyta prešle na karnivorni način ishrane pod korom drveta, a zatim na parazitizam nad ličinkama tvrdokrilaca podkornjaka. Promjena načina ishrane larvi ne dovodi do suštinske promjene ponašanja imaga. Jaja se i dalje polažu ispod kore drveta, samo je promjenjen stimulus za polaganje, koji je sada vezan za miris odnosno sekrete koje izlučuje domaćin. Prelaskom na parazitizam nad pokretljivim larvama, dolazi i do razvića sposobnosti paralize larve domaćina. Paraliza je neophodna da bi se onemogućilo da domaćin kretanjem kroz hodnike ošteti ektoparazita. Vjerovatno je paralizacija nastala slučajno u evoluciji kad je ženka u pokušaju da položi jaja ispod kore drveta, žaokom probila i tijelo larve domaćina ubacujući u njega i sekret jajnih žlezda.
Bradli (1956) smatra da Hymenoptera vode zajedničko porijeklo iz perioda jure od holometabolne grupe koja je uključivala i Lepidoptera i Trichoptera. Ključ za evoluciju Hymenoptera po Bradliju je u načinu ishrane larvi. Larve ranih Hymenoptera su se hranili lišćem i bili su direktni kompetitori gusjenica Lepidoptera. Vremenom su sticali karakteristike koje su im davale prednosti u odnosu na gusjenice Lepidoptera. Ova grupa ranih Hymenoptera se nazivaju Chalastogastra. Sledeći stepen u evoluciji Hymenoptera je pojava parazitizma larvi. Ova karakteristika se prvi put javlja kod Clistogastra. Prvi stepen u razviću parazitizma je zamjena biljne životinjskom hranom. Ovo ne dovodi do značajnih fizioloških promjena u organizmu, jer u evoluciji Clistogastra nekoliko puta dolazi do sekundarnog vraćanja na ishranu biljkama. Prelaz ka parazitizmu je, vjerovatno, bio stepen kad su larve u adaptaciji na životinjsku ishranu, jele bez razlike biljke kao i larve drugih insekata. Vremenom je sklonost ka larvama drugih insekata rasla.
Prilagođavanje na parazitizam kod larvi se ogleda u redukciji abdomenalnih i torakalnih nogu, larve postaju nepokretne. Kod ženki ovipozitor dobija novi oblik, od testerastog postaje oštar, za bušenje, što je vezano za nove potrebe u polaganju jaja. Metod polaganja jaja kod parazitskih Hymenoptera zahtijeva i pokretljivost abdomena. Pokreti abdomena u različitim pravcima omogućeni su razvićem fleksibilnog zgloba između prvog i drugog abdominalnog segmenta, pri čemu se prvi od ovih segmenata spaja sa metatoraksom.
Između Chalastogastra i Clistogastra leži familija Oryssidae čija struktura tijela odgovara strukturi tijela Chalastogastra, ali ovipozitor je građen kao kod Ichneumonoidea. Familija Oryssidae su paraziti Coleoptera bušača drveta. Najveći dio Clistogastra parazitira insekte holometabolnih redova Homoptera, manji broj parazitira na paukovima ili jajima insekata drugih redova. Nema parazita apterigota. U okviru Clistogastra familija najbliža Chalastogastra su Braconidae. Ovo se dokazuje činjenicom da se kod Braconida zadržao ostatak analnog polja na prednjim krilima koje, inače, postoji kod Chalastogastra, ali ne i kod Clistogastra. Na osnovu ovoga Bradley (1956) zaključuje da su se Braconidae razvile nakon razdvajanja Clistogastra od Chalastogastra, ali prije gubitka analnog polja.
Superfamilije Ichneumonoidea, Prototrupoidea, Cynipoidea, Chalcidoidea i Evanoidea formirale su jednu evolucionu liniju Clistogastra - parazitoidne Hymenoptera. Ostale superfamilije formiraju drugu evolucionu liniju - Aculeata. Parazitoidna linija je započela sa Braconidama, a na osnovu nervature krila, zaključuje se da između parazitoida i Aculeata stoje Evaniidae. One posjeduju zadnji lobus na zadnjim krilima, koji je inače redukovan u ranoj evoluciji parazitoida, ali nakon odvajanja Evanida od glavne grane. Evaniidae su paraziti jaja nekih bubašvaba koje su bile najbrojniji insekti u vreme pojavljivanja prvih Clistogastra. Evolucioni stadijum koji izdvaja granu Aculeata od dotada razvijenih Hymenoptera je razviće otrovne žlijezde. Ona se otvara kroz ovipozitor, a ovipozitor više ne služi za polaganje jaja, već postaje kratka oštra žaoka za izbacivanje otrova. Kod primitivnih Aculeata, kao što su Scolia, paraliza domaćina larve je slaba, dok kod viših Aculeata paraliza je kompletna. Domaćin ostaje živ, ali nepokretan. Ženka ga odnosi u malo gnijezdo tako da su i domaćin i larva zaštićeni od spoljašnjih uticaja primitivnim gnijezdom. Ovo je početak u evoluciji formiranja gnijezda, fenomena rijetkog među Invertebrata. Gnijezdo je u početku namijenjeno samo za zaštitu larve, kasnije služi i za zaštitu ženke, a na najvišem evolucionom stadijumu se dijeli i sa kastom radnika. Osjećaj vlasništva je tako jako razvijen da svaka invazija na gnijezdo dovodi do žestoke reakcije.
Rasnicin (1975), pored svoje teorije o nastanku Hymenoptera, opširno prikazuje i svoju teoriju nastanka Apocrita. On smatra da su preci viših Hymenoptera Siricoidea iz familije Karatavitidae koji su se pojavili u periodu jure. Morfološki su Karatavitidae veoma slične primitivnim, takođe jurskim višim Hymenopterama iz familije Ephialtitidae. Međutim, ovo ukazuje da je teško povući granicu između ove dvije familije, a time i između Symphyta i Apocrita. Karatavitidae i Ephialtitidae se međusobno razlikuju po strukturi krila, ali osnovna razlika između njih je u biologiji tj. po načinu ishrane larvi. Na osnovu nekih morfoloških karakteristika postoji mišljenje da su Ephialtitidae bile paraziti. U morfologiji tipičnih Karatavitidae ništa ne ukazuje na parazitizam ili karnivorni način ishrane, takođe ni ksilofagija nije dokazana. Vjerovatno su se njihove larve hranile biljnim materijalom, a uz to su napadale i larve drugih insekata.
Apocrita kao grupa su nastale u ranoj juri. Tipične Siricoidea - tipične Karatavitidae - Proapocritus (grupa između Karatavitidae i Ephialtitidae) - Ephialtitidae predstavlja više ili manje evolucioni redosled nastanka Apocrita. U ranojurskoj fauni malo je poznato i Apocrita i Siricoidea. U srednjejurskoj fauni prisustni su u većem broju Siricoidea, kao i Proapocritus i prvi predstavnik Apocrita koji su vrlo bliski kasnojurskim prestavnicima Apocrita. U gornjoj juri postoji široko raširena fauna Apocrita koja je, osim Ephialtitidae, uključivala sve glavne današnje filogenetske linije podreda.
Nakon pojavljivanja Ephialtitidae, u daljoj evoluciji viših Hymenoptera glavnu ulogu odigrava obrazovanje savršenijeg spoja abdomena i toraksa. Tako su Stephanidae dugo vremena zadržale široki i malo izmjenjen zadnji dio propodeuma uprkos specijalizaciji drugih karaktera (redukcija krilne nervature, modifikacija strukture glave i zadnjih nogu). Stephanidae su grupa koja se najmanje razlikuje od Ephialtitidae i ove dvije familije se objedinjuju u nadfamiliju Stephanoidea. Ephialtitidae su, osim Stephanidae, dali još tri evolucione linije. Jedna linija uključuje Evanoidea i Ceraphronoidea. Ovdje spadaju i Megalyridae koje su povezane sa tipičnim Ceraphronoidea preko familija Maimetshidae i Trigonalidae. Kod Megalyridae i Trigonalidae veza toraksa i abdomena je pukotinasta i u vidu prostog suženja. U daljoj evoluciji pukotina prelazi na stranu toraksa i spaja se sa njegovim zadnjim dijelovima (kod svih familija osim kod Maimetshidae). Istovremeno drugi segment abdomena zadobija oblik uske cijevi, kratke kod Maimetshidae i Ceraphronoidea, a kod Evanoidea je dugačka i često raširena na zadnjem dijelu.
Druge dvije evolucione linije koje su nastale od Ephialtitidae su podred Ichneumonomorpha (sa nadfamilijama Ichneumonoidea, Proctotrupoidea, Cynipoidea i Chalcidoidea) i podred Vespomorpha koji uključuje, osim ostalih nadfamilija viših Hymenoptera, i jursku nadfamiliju Bethylonymoidea sa jednom familijom Bethylonymidae. Oba ova podreda karakteriše suženje između toraksa i abdomena koje omogućuje pokretljivost abdomena, ali međusobni odnosi Ichneumonomorpha i Vespomorpha nisu potpuno jasni.
Rasnicin (1975) filogeniju Hymenoptera posmatra i kroz promjene u strukturi glavene kapsule. Za glavu primitivnih insekata, uključujući i mnoge Symphyta i većinu Tenthredinoidea karakteristično je da su usni i potiljačni otvor odvojeni, između maksila i labijuma, tankom membranom. U toku evolucije Hymenoptera ova struktura se bitno izmjenila. Između ova dva otvora nalazi se jak sklerotizovani most koji učvršćuje glavenu kapsulu i daje potporu mandibulama. Kod Pamphilidae i mnogih Cimbicidae i Pergidae ovaj most se obrazuje ventromedijalnim izraštajima tentorijuma (niži ili sekundarni tentorijalni most). Kod Cephidae je ovaj most dopunjen spreda hipostomalnim mostom. Kod Megalodontidae most je u cjelini hipostomalni. Kod Siricidae i Orussidae most je skoro u cjelini postgenalni. Pri tome, kod Orussidae ivice tentorijuma međusobno srastaju uzduž i obrazuju interpostgenalni šav, vjerovatno rudiment sekundarnog tentorijalnog mosta. Ovakva struktura, sa malim izmjenama javlja se i kod Stephanomorpha, Evaniomorpha i Vespomorpha.
Kod Ichneunomorpha se ovakva struktura glavene kapsule ne primjećuje. Za njih je karakteristično produživanje labio-maksilarnog kompleksa, bez produženja glavene kapsule. Pri tome prvo se produžuje zadnji dio ruba usne duplje, oslobađajući mjesto uvećanim stipesima. Kada zadnji dio usne duplje dostigne nivo zadnjih rubova tentorijuma dolazi do druge etape - niži ogranci tentorijuma koji su se ranije spajali međusobno i sa interpostgenalnim šavom, redukuju se i među njima se obrazuje neparna ploča-niži tentorijalni most. Treća etapa se sastoji iz sekundarne redukcije labiomaksilarnog kompleksa i usne duplje usled čega niži tentorijalni most iza usne duplje uglavnom (ne uvijek) istiskuje hipostom. Uspostavljanje postgenalnog mosta je ovdje rijetko. Prva etapa u obrazovanju strukture glavene kapsule je karakteristična za niže Ichneumonomorpha, a druga etapa je prisutna kod skoro svih Ichneumonoidea, mali broj Chalcidoidea, većinu Proctotrupoidea i Cynipoidea. Sva četiri podreda Apocrita javljaju se praktično istovremeno - u gornjoj juri. Ali nastanak Vespomorpha, za razliku od Evaniomorpha i Ichneumonomorpha, je bio povezan u prvom redu, ne sa morfološkim promjenama, već sa izmjenjenom biologijom. One su razvile sposobnost ubijanja plena. Dok su poslednje dvije grupe zadržale karakteristike Ephialtitidae da ektoparazitiraju larve ksilofagnih insekata i da legalicom bez neposrednog kontakta ubijaju plen, Vespomorpha su prešle na aktivno traženje plena i njegovo zaražavanje direktnim kontaktom. Jedna od najčešćih žrtava je vjerovatno u gornjoj juri bila larva Scarabeidae. Ova larva je i danas plen ekološki primitivnih osa Scoloidea, a i među jurskim fosilnim insektima nađeni su ostaci Scarabeidae.
Jurska nadfamilija Bethylonymoidea, odnosno familija Bethylonymidae predstavlja pretka svih ostalih Vespomorpha. Razlika u odnosu na Ephialtitidae je uski spoj abdomena i kratka legalica. Postoje pretpostavke da struktura spoja abdomena kod Bethylonymidae možda nije samostalno razvijena, već je stečena od opšteg pretka sa Ichneumonomorpha.

## Sistematika Hymenoptera
Red Hymenoptera dijeli se na dva podreda Symphyta i Apocrita.
U Symphyta se ubrajaju sledeće familije: Siricidae, Cephidae, Pamphiliidae i Tenthredinidae. Takođe ovdje možemo uvrstiti i Orussidae, mada ovu familiju neki autori svrstavaju u poseban podred jer se razlikuju i od Symphita i od Apocrita. Larve Symphyta imaju dobro razvijenu glavu, torakalne i 6-8 pari abdominalnih nogu bez kukica. Ove larve su prilagođene na ishranu biljkama. Tako larve Siricida i Xiphydriida žive ispod kore drveta, kao ksilofagi, a za razlaganje drveta koriste gljivice. Kod Cephoidea larve buše stabla trava i tankih mladica drveta. Kod natfamilija Tenthredinoidea i Megalodontoidea larve su mineri listova ili obrazuju gale, neki žive u plodovima.
U podred Apocrita spadaju sledeće familije: Ichneumonidae, Braconidae, Aphididae, Cynipidae, Chalcididae, Proctotrupidae (često se ove familije odvajaju u grupu Parasitica), Apidae, Vespidae, Chrysididae, Scoliidae, Mutillidae, Psammocharidae, Sphecidae, Formicidae (ove familije se izdvajaju u Aculeata). Larve Apocrita su većinom karnivorne. Biljojedi se javljaju kod nekoliko grupa. Tako Cynipidae obrazuju gale na hrastu ili na drugom drveću ili travama. Eurytomidae formiraju gale, a ženke familije Agaonidae oprašuju cvasti smokve ostavljajući jaja u njoj. Poseban oblik fitofagije se javlja kod larvi pčela i nekih osa koje sakupljaju polen i nektar te njima ishranjuju svoje larve.

## Literatura
- Ангелов А. et al. 1963. Фауна на България — безгрбначни, кратк определител. София: Државно издателство „Народна просвета”.
- Ashmead W.H. 1895. Some Important Structural Character in the Classification of the Parasitic Hymenoptera. - Annual address of the president for the year 1894. Proceedengs of the Entomological Society of Washington. 3 (4): 202—217. Недостаје или је празан параметар |title= (помоћ).
- Carpenter F.M. 1953. The Geological History and Evolution of Insects. Annual Report Smithsonian Institution: Washington.
- Krunić M. 1986. Zoologija invertebrata, II deo. Beograd: Naučna knjiga.
- Расницин А. П. 1975. Early Evolution of Higher Hymenoptera (Apocrita). Зоологический журнал 54  (6):  848–860.
- Тобиас В. И. 1973. Поведение и еволюция перепончатокрилых насекомых.
- Тобиас В. И., Песенко Ј. А., Расницин А. П. 1980. Происхождение и еволюция перепончатокрилыџ насекомых. Москва: Наука.}-

## Spoljašnje veze
Opšte
- Hymenoptera Anatomy Ontology project
- Hymenoptera Anatomy Glossary
- „Hymenoptera Forum”. Архивирано из оригинала 09. 06. 2008. г. German and International
- Hymenoptera of North America – large format reference photographs, descriptions, taxonomy
- International Society of Hymenopterists
- Bees, Wasps and Ants Recording Society (UK)
- Ants Photo Gallery (RU)
- „Sphecos Forum for Aculeate Hymenoptera”. Архивирано из оригинала 24. 09. 2006. г.
- Hymenoptera images on MorphBank (a biological image database)
- Order Hymenoptera Insect Life Forms

Sistematika
- Hymenopteran Systematics
- „Hymenoptera Online”. Архивирано из оригинала 21. 10. 2010. г. 1000+ images

Regionalne Liste
- Insetos do Brasil
- „New Zealand Hymenoptera”. Архивирано из оригинала 13. 11. 2007. г. Приступљено 17. 10. 2024.
- Waspweb Afrotropical Hymenoptera Excellent images
- „checklist of Australian Hymenoptera”. Архивирано из оригинала 09. 11. 2013. г.